# Raphael Gottrau
Raphael von Gottrau aus Freiburg (* 5. Januar 1647 in Freiburg; † 4. Januar 1707 in Freudenfels) war von 1692 bis 1698 der 42. Abt von Einsiedeln.

## Leben
Geboren als Franz Otmar von Gottrau war der zukünftige Abt Mitglied einer angesehenen Freiburger Familie. 1665 trat er als Novize in Einsiedeln ein und legte ein Jahr später als Frater Raphael seine Profess ab. Nach seiner Weihe zum Subdiakon und Diakon wurde er 1670 Priester.
1692 wurde er zum Abt gewählt. Unter seiner Herrschaft konnte eine Einigung mit Konstanz über die Rechtslage des Klosters Einsiedeln getroffen werden. Dieses Konkordat betraf verschiedene Pfarreien. Der Bischof sollte in diesen Kirchen als Ordinarius gelten und in der Stiftskirche Pontifikalien tragen dürfen, doch sollten die Kirchen von der bischöflichen Jurisdiktion, Visitation und Korrektion ausgenommen sein. Diese Rechte wurden auf den Abt übertragen.
Aufgrund hoher Schulden war Abt Raphael genötigt, einige Besitztümer zu veräussern, so beispielsweise Weingarten. Wegen seiner angeschlagenen Gesundheit zog sich der Abt 1698 von seinen Aufgaben zurück und residierte als Herr von Freudenfels, wo er 1707 verstarb.